# Adão (Pierre de Montreuil)
O Adão é uma estátua gótica de autoria atribuída a Pierre de Montreuil, originalmente instalada na fachada da Catedral de Notre-Dame de Paris, na França, e hoje preservada no Museu de Cluny, na mesma cidade.
Adão, de acordo com a narrativa bíblica, foi o primeiro homem, e de sua costela o Criador fez-lhe uma companheira, Eva, que seria a mãe da humanidade. Esta estátua foi concebida como decoração da catedral parisiense, sendo erguida na fachada do transepto sul. Tem 2 metros de altura e foi esculpida em calcário em torno de 1260, sendo posteriormente policromada. Fazia par com uma Eva, que foi perdida, ambos aos pés de um Cristo Juiz rodeado de anjos portando os símbolos da Paixão.
Os sucessivos restauros a que foi submetida desde sua musealização alteraram ligeiramente a posição de algumas articulações, mas no geral seu estado de conservação é muito bom. A mudança mais importante ocorreu na mão direita, que antigamente se voltava para o peito e segurava a maçã da tentação, e hoje está virada mais para fora como se abençoasse, alteração que se torna crucial por modificar a percepção moderna do significado da obra. Sua policromia, além disso, perdeu-se quase toda, sobrevivendo apenas vestígios das suas cores primitivas.
O Adão passou muito tempo ignorado pela crítica de arte, mas nos últimos quarenta anos sua reputação se estabeleceu solidamente como uma obra-prima, uma das mais notáveis de toda a escultura medieval. É também uma relíquia rara porque os medievais poucas vezes representaram nus, e ainda mais raramente em tal escala, tratando-se de uma estátua de dimensões acima das naturais. A alta qualidade da obra fala por um artista original e de grande talento. Considera-se que ele seja Pierre de Montreuil, que provavelmente trabalhou com auxiliares.
Pouco se sabe sobre sua vida, mas sabe-se que foi famoso em seu tempo. Possuía uma pedreira em Conflans e trabalhou como cementarius (pedreiro) nas obras da Abadia de Saint-Denis. Registra-se em seu obituário que ele construiu o refeitório de Saint-Denis durante o governo do abade Simon (1239-1244), e também a capela da Virgem na Abadia de Saint-Germain-des-Prés, entre 1245 e 1255, demolidos no século XVIII. É hoje um consenso considerá-lo como o finalizador do transepto sul da Catedral de Notre-Dame de Paris,  assumindo as obras e modificando o projeto após a morte de Jehan de Chelles em 1258. Outras obras lhe foram atribuídas, mas sem segurança, como a construção da célebre Sainte Chapelle, cuja atribuição tem sido rejeitada pela pequisa recente.
Sua lápide em Saint-Germain-des-Prés atesta o grande prestígio que angariou: "Flor perfeita dos bons costumes, que em vida foi doutor dos pedreiros... Aqui jaz Pierre, nascido em Montreuil; que o Rei dos Céus o conduza às alturas dos Polos". "Doutor", no entanto, deve ser entendido com reserva; na verdade ele foi uma mistura de arquiteto, pedreiro-escultor e mestre-de-obras, em sua maturidade chefe de uma oficina de construção e ornamentação de edifícios e igrejas onde trabalhavam ajudantes, aprendizes e profissionais. Havia muitos como ele, mas é significativo que tenha lhe sido atribuído um título, mesmo de maneira figurada, que era altamente honorífico e reservado a uma elite intelectual graduada em universidades.
Também tem interessado à crítica o seu estilo. O Adão é um exemplo magistral da peculiar fusão de referenciais clássicos e medievais que se tornou característica da segunda fase do Gótico, conhecida como Alto Gótico, quando o estilo havia já dominado a França e iniciava sua expansão pela Europa. Ele foi esculpido em um momento em que a tradição clássica, depois de longos séculos de relativa obscuridade, estava novamente sendo posta em dia pelos eruditos, flexibilizando a austeridade da estilização formal que vigorava desde o aparecimento do estilo Românico em direção a um novo naturalismo. Nesse processo, a representação do corpo humano nu, tão cara aos clássicos mas depois proscrita pelo tabu cristão, começava a ser revisitada. Antes considerado vil e fonte de pecado, agora o corpo era visto como belo e como um espelho da divindade, uma doutrina que viria a fundamentar muito da filosofia do Renascimento. Como disse o historiador Gerhart Ladner, "no fim do século XI a espiritualização havia chegado um clímax além do qual era impossível prosseguir; e portanto a primeira metade do século XII foi um ponto de virada na história da imagem do homem na arte Cristã, bem como no desenvolvimento da doutrina da semelhança entre a imagem do homem e a de Deus".
Sua postura se aproxima muito do contrapposto grego, e especialmente o gesto de cobrir o sexo com a mão lembra o tipo da Venus pudica, derivada da Afrodite de Cnido de Praxíteles. Sua face tranquila, reminiscente de alguns bustos de Apolo da Roma Imperial, e o interesse em mostrar detalhes anatomicamente corretos como veias e músculos, também revelam a inspiração clássica, mas as proporções alongadas e elegantes de sua figura e o penteado dos cabelos são típicos do Gótico. Contudo, a determinação das fontes concretas onde o artista bebeu é matéria de conjetura. A obra não parece ter exercido influência sobre outros escultores parisienses de seu tempo, mas foi notada uma continuação de seu estilo em esculturas de outros monumentos da França, em especial na Catedral de Reims.
As primeiras notícias modernas do Adão são os registros da sua entrada na coleção do Museu dos Monumentos Franceses em 1797, trazendo consigo a indicação de proveniência de Notre-Dame, mas sem qualquer detalhe. Na época julgou-se que era uma criação do século XIV. Somente com a descoberta em 1856 de um antigo desenho, que o mostrava  ao lado de seu par Eva na fachada do transepto sul da catedral, sua origem exata pôde ser definida, e com isso corrigiu-se sua datação, pois esta parte do templo fora edificada e decorada um século antes. A análise estilística comparativa, por fim, sugeriu a autoria de Pierre de Montreuil, a partir de outras obras documentadas que deixou. Atualmente o Adão está conservado no Museu de Cluny, onde foi recebido em 1887 sob o registro Cl. 11657.